# National Geographic Wild
A National Geographic Wild a National Geographic Channel természetfilmeket sugárzó társcsatornája, a Discovery Inc. Animal Planet, illetve a Viasat World Viasat Nature nevű csatornájának konkurenciája. 2007. március 8-án Nat Geo Wild néven indult, kezdetben a közép-európai változat részeként magyar hangsávval sugárzott. 2019. február 3-án nevet hosszabbított és National Geographic Wild lett, amit 2019. január 16-án jelentettek be. A névhosszabbítással egyidőben a csatorna teljesen magyar lett, azelőtt az ajánlók angol kiírásokkal, magyar hangsávval voltak láthatók.
Reklámidejét Magyarországon 2013. január 1-jétől az Atmedia értékesíti. 2017. december 14-től a The Walt Disney Company tulajdona.

## Társcsatornák
- ABC
- ABC Family
- Disney Channel
- Disney Cinemagic
- Disney Junior (2017. december 5-én a magyar hangsávja megszűnt)
- Disney XD
- ESPN
- FOX (2018. április 30-án megszűnt)
- FOX Life
- FOX Comedy
- FOX Crime
- FOX News
- FOX Sports
- National Geographic Channel
- Nat Geo Music (már megszűnt)
- National Geographic Adventure
- Sky News
- Soapnet

## Műsorok

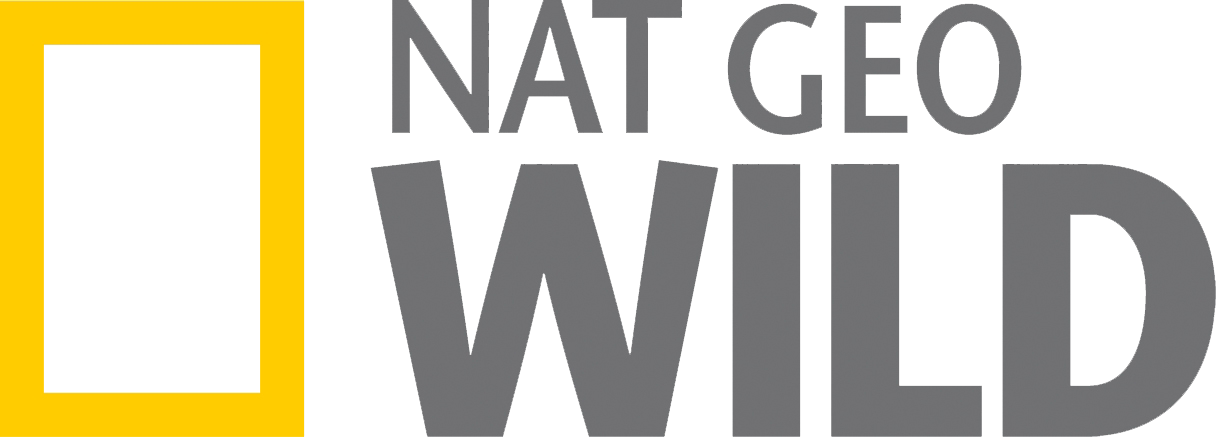
A csatorna logója Nat Geo Wild-ként

### A Nat Geo Wild-on 2006-tól futott műsorai
- Rovarvilág
- Ragadozók harca
- Sziklamászók
- A természet őrei
- Állatkerti mesék
- Amazónia
- Élet a folyó mentén
- Emberi állatok

### A National Geographic Wild-on 2019-től futó műsorai
- Amerika cápái
- A cápák édenkertje
- Vadak birodalma
- Az állatkert titkai
- A legfurcsább állati arcok
- A vadon harcművészei
- Oroszlánok oázisa
- Elefántborjú-hadművelet
- Dr. Pol állatklinikája
- Dinó-madár
- Dr. Oakley házhoz megy
- A szélsőségek országai
- Állatok éjjel-nappal
- Kinn az orosz vadonban
- Oroszország vad tengere
- Veszedelmes Afrika
- A vadászat mesterei
- Elefántok
- Delfin dinasztia
- Állati banditák
- Vad Indokína
- Vad Indonézia
- Legendás fogások
- Tigrisbosszú
- Halálos vonzerő
- Sérülékeny természet
- Vad Szigetek
- Óriáshalak nyomában
- Vad Dél-Afrika
- Extrém túlélők
- Medvefókák
- Grizzlyk lakomája
- Nagymacskák támadása
- Egy év Szibériában
- Jegesmedve
- Amerika vad arca
- Meglepő állatvilág
- Csúcsragadozók
- India vad édenkertjei
- Cápa
- Leopárdszikla